# Étienne Jourdan
Étienne Jourdan (1781 – Parigi, 9 marzo 1847) è stato un drammaturgo e incisore francese.
Incisore, membro della caveau moderne, scrisse alcune opere teatrali date al Théâtre de l'Ambigu-Comique, al Théâtre du Vaudeville e al Théâtre de la Gaîté, nonché una collezione di canzoni di cui il più conosciuto è La Goguette.

## Opere
- 1813: Le Boghey renversé, ou Un point de vue de Longchamp, schizzi in vaudevilles, con Emmanuel Théaulon e Armand d'Artois
- 1814: La cocarde blanche, un atto, commedia, in prosa
- 1834: Artiste et artisan, ou les Deux expositions, comédie-vaudeville in un atto, con Ferdinand de Laboulaye
- 1836: Le Barde, collezioni di canzoni
- 1836: L'Ouverture sans prologue, prologo d'apertura in 1 atto, mescolato con vaudeville, con de Laboullaye